# Glypta heterocera
Glypta heterocera là một loài tò vò trong họ Ichneumonidae.